# Керолайн Кріадо Перес
Керолайн Кріадо Перес (нар. 1984, Бразилія) — британська феміністична активістка, публіцистка, письменниця та журналістка. 
Її перша публічна кампанія «Жіноча кімната» була спрямована на збільшення представленості жінок-експерток у ЗМІ. В 2017 році рона провела кампанію проти зникнення з британських банкнот зображення Елізабет Фрай, єдиного на той момент зображення жінки на британських банкнотах (крім зображення королеви Єлизавети II). В результаті Банк Англії помістив на десятифунтову банкноту зображення письменниці Джейн Остін. Кампанія спричинила велику хвилю цькування Кріадо Перес та інших жінок у соцмережах, особливо в Твіттері, в результаті чого Твіттер оголосив про наміри доопрацювати свої процедури скарг на користувачів. В 2018 році Кріадо Перес добилася встановлення на площі перед Вестмінстерським палацом пам'ятника британській суфражистці Міллісенті Фосетт, до сотої річниці отримання жінками права голосу у Великій Британії.
В 2019 році вийшла її книга «Невидимі жінки: як вижити у світі, де навіть цифри брешуть на користь чоловіків» (англ. Invisible Women: Exposing Data Bias in a World Designed for Men), яка стала бестселером і була перекладена багатьма мовами. В ній детально і з численними науковими прикладами ілюструється, що сучасний світ, побудований чоловіками для чоловіків, є незручним для жінок, і як потреби й інтереи жінок часто забувають врахувати. Український переклад цієї книги випустило видавництво «Vivat» в 2021 році.

## Рання біографія
Керолайн Кріадо Перес народилась в 1984 році в Бразилії. Її батько, Карлос Кріадо Перес, бізнесмен аргетинського походження і колишній виконавчий директор британської мережі супермаркетів «Safeway». Її мати Елісон Кріадо Перес була британською медсестрою, яка працювала в організації «Лікарі без кордонів» і їздила з гуманітарними місіями в інші країни. Протягом дитинства Керолайн її родина жила в кількох країнах, включно з Іспанією, Португалією, Тайванем, і звісно, Великою Британією. Коли Керолайн було 11 років, її батько переїхав до Нідерландів, а сама вона була відправлена до школи-інтернату в місті Оундел в Нортгемптонширі. За її словами, в цій школі панувала "культура залякування".
Після закінчення школи Кріадо Перес протягом року вивчала історію в університеті в Лондоні, потім полишила навчання. З юності мріючи про оперну кар'єру, почала брати приватні уроки співу, фінансуючи їх тимчасовими підробітками. Після цього кілька років пропрацювала в галузі цифрового маркетингу, а потім вступила до Кібл-коледжу Оксфордського університету вивчати англійську мову і літературу. Закінчила університет в 2012 році. Вивчення гендерної лінгвістики під час навчання в університеті, а також прочитання книги Дебори Кемерон про гендерні займенники в англійській мові, зробили Керолайн Кріадо Перес феміністкою.
Кріадо Перес зайняла призове місце на студентському письменницькому конкурсі Лондонської бібліотеки в 2012 році, отримала тисячу фунтів та інші призи. В тому ж році вона почала працювати редакторкою фармацевтичного порталу, а в 2013 році навчалася в магістратурі Лондонської школи економіки на тему гендерних досліджень.
В червня 2013 року в інтерв'ю журналістці Кеті Ньюман з "The Telegraph" Керолайн Кріадо Перес сказала: «Культура, в якій ми живемо, складається з дрібних актів сексизму, які можна ігнорувати, але коли думаєш про них всіх разом, то починаєш бачити закономірність».

## Кампанії

### Представленість жінок у ЗМІ
В листопаді 2012 року разом із Кетрін Сміт Кріадо Перес заснувала вебсайт «Жіноча кімната» (англ. Women's Room), метою якого був збір пропозицій щодо того, як збільшити представлення жінок-експерток у ЗМІ, і донести цю інформацію до журналістів. Приводом для створення цього сайту стали два послідовні випуски передачі на радіостанції «BBC Radio 4», в яких обговорювались запобігання підлітковим вагітностям та раку молочної залози, і в яких всі запрошені експерти були чоловіками, як і всі журналісти. Одним із запрошених експертів був Ентоні Селдон, директор Веллінгтон-коледжу. Керолайн Кріадо Перес пізніше писала, що хоч Селдон і є авторитетом в британській політичній історії, тема тієї розмови його не стосувалась. Вона прокоментувала цей нерепрезентативний, як по соціальній ознаці, так і по статевій, вибір експертів для дискусій на телебаченні так: «Ці голоси визначають хід дискусії, і тому мають величезний вплив на нашу наразі популістську суспільну політику. Якщо ж суспільна політика настільки залежить від ЗМІ, давайте тоді вже зробимо так, щоб ЗМІ дійсно представляли суспільство».

### Жінки на банкнотах
В 2017 році Керолайн Кріадо Перес розкритикувала рішення Банку Англії замінити на п'ятифунтовій банкноті Елізабет Фрай на Вінстона Черчилля, в результаті чого на британських банкнотах не залишилось би жодної жінки (окрім королеви). Назвавши Черчилля "ще одним білим чоловіком", Керолайн послалась на Закон про рівність 2010 року, який зобов'язував державні установи "ліквідувати дискримінацію". В той же час були відсутні докази того, що Банк діяв з "належним розумінням", як того вимагає закон, оскільки деталі процесу ухвалення рішення так і не опублікували. Щоб обговорити цю проблему, Кріадо Перес зустрічалась із посадовцями Банку Англії. Кампанія, яка отримала підтримку 35 тисяч підписантів петиції та зібрала кошти на потенційну судову справу, змусила Марка Керні, новопризначеного директора Банку Англії, оголосити, що зображення письменниці Джейн Остін з'явиться на десятифунтовій банкноті замість Черчилля.
В своїй статті для газети «London Evening Standard» у вересні 2017 року Керолайн Кріадо Перес пообіцяла віддати місцевому притулку для жінок найпершу десятифунтову банкноту нового зразка, яка потрапить їй до рук. Багато хто послідували її прикладу.

### Цькування в соціальних мережах
Рішення Банку Англії в липні 2013 року розмістити на десятифунтовій банкноті зображення Джейн Остін спричинило хвилю погроз на адресу Керолайн Кріадо Перес та інших жінок у Твіттері, включно із погрозами згвалтування чи вбивства. Керолайн Кріадо Перес розповіла, що в цей період часу вона отримувала по 50 таких погроз на годину, але все, що їй запропонували, це заповнити спеціальну форму на сайті Твіттера із описом ситуації, що, на її думку, не було достатнім. Кріадо Перес сказала, що на піку ситуації з погрозами вона втратила три кілограми, не могла їсти чи спати та була нездатна нормально функціонувати.
В той час, як ця ситуація повністю захопила її життя, Твіттер не брав на себе жодної відповідальності за вміст розміщуваних в ньому твітів, і лише радив користувачам у таких ситуаціях зв'язатися з місцевими правоохоронними органами. Кріадо Перес зазначила, що така кампанія переслідування, спровокована незначним питанням, "показує, що це не про те, що роблять жінки, і не про фемінізм; це про те, що деякі чоловіки просто не люблять жінок, і не люблять, коли жінки з'являються в суспільному порядку денному". "На чоловіків нападають за те, що вони сказали чи зробили щось, що комусь не сподобалось, а от на жінок нападають лише за те, що з'явилися в центрі уваги".
Внаслідок цього з'явилася петиція, в якій платформу Твіттер закликали створити нормальні процедури подачі скарг на агресивну поведінку, і вона швидко набрала 110 тисяч підписів. Британська журналістка та письменниця Кейтлін Моран організувала на 4 серпня 2013 року день бойкоту Твіттера, щоб змусити його змінити свої правила та практики. Але ще 3 серпня Тоні Вонг, головний менеджер Твіттера у Великій Британії, заявив що буде введена проста (в один клік) система скарг на твіти з погрозами, а також приніс вибачення жінкам, яким погрожували через цю соціальну мережу.

### Статуя Міллісенти Фосетт

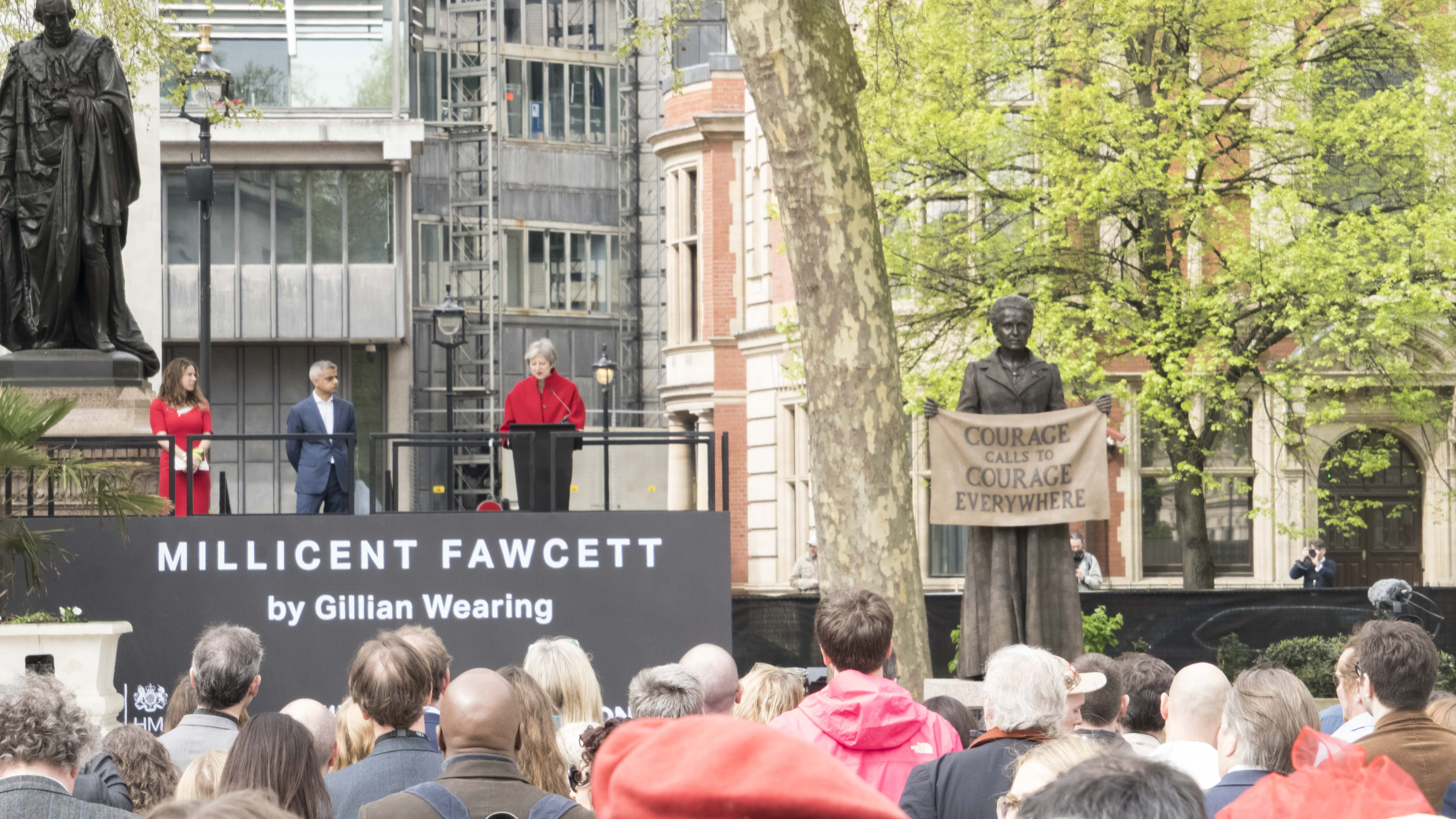
Церемонія відкриття пам'ятника Міллісенті Фосетт. Сам пам'ятник праворуч. Ліворуч на сцені (зліва направо): Керолайн Кріадо Перес, Садік Хан (мер Лондона) та Тереза Мей (прем'єр-міністерка Великої Британії).

8 березня 2016 року, у Міжнародний жіночий день, Керолайн Кріадо Перес помітила, що на площі перед Вестмінстерським палацом (будівлею британського парламенту) не було жодного пам'ятника жінці, хоча було 11 пам'ятників чоловікам, включно із Вінстоном Черчиллем та Нельсоном Манделою.
Вона запустила кампанію за встановлення там пам'ятника британській феміністці і суфражистці Міллісенті Фосетт, якраз до сотої річниці ухвалення Закону про народне представництво 1918 року, який дав жінкам право голосу. В журналі "New Statesman" вона написала: «Якби ми жили у справедливому світі, то жінки, не пов'язані із монархією, не складали б мізерні 2.7 % всіх пам'ятників у Великій Британії. Але ми не живемо в справедливому світі. І я з реалізмом ставлюся до швидкості змін». Її відкритий лист Садіку Хану, нообраному меру Лондона, опублікований в газеті "The Daily Telegraph" в травні наступного року, підписали ще деякі відомі жінки, наприклад, акторка Емма Вотсон. Пізніше Садік Хан оголосив про свою згоду із таким розвитком подій, однак на тому етапі не погодився з місцем розташування пам'ятника, про яке просила Перес. В червні Керолайн Кріадо Перес представила петицію, яка зібрала 74 тисячі підписів, на події, організованій Спілкою імені Міллісенти Фосетт в будівлі Парламенту.
В квітні 2017 року Садік Хан оголосив, що створення пам'ятника доручили скульпторці Джилліан Верінг. Прем'єр-міністерка Великої Британії Тереза Мей також схвалила це рішення. Таким чином, Міллісента Фосетт стала першою жінкою, пам'ятник якій з'явився на площі перед Парламентом, а Джилліан Верінг стала першою жінкою-скульпторкою, робота якої там з'явилася. Під час оголошення про плани поставити пам'ятник Садік Хан сказав: «Це просто неправильно, що через століття після отримання жінками права голосу Парламентська площа все ще залишається виключно чоловічою зоною, і я з нетерпінням чекаю, що це зміниться, завдяки кампанії, яку розпочала Керолайн». Церемонія відкриття статуї відбулась 24 квітня 2018 і була присвячена сторічній річниці отримання жінками права голосу в 1918 році. На постаменті статуї вибиті імена і зображення 55 жінок і 4 чоловіків, які боролися за отримання жінками права голосу.

## Невидимі жінки: як вижити у світі, де навіть цифри брешуть на користь чоловіків
Написана в 2019 році книга «Невидимі жінки: як вижити у світі, де навіть цифри брешуть на користь чоловіків» описує випадки гендерної нерівності й сексизму в суспільстві та проблеми жінок і дівчат у світі, в якому домінують чоловіки. Крім української, бестселер Кріадо Перес переклали багатьма мов, серед яких французька, німецька, голандська, італійська, іспанська, фінська, португальська, румунська, російська, перська, шведська, іслансдська, данська, грецька, литовська, естонська, чеська, словацька, турецька та китайська.

## Нагороди
За успіхи в кампанії щодо зображень жінок на банкнотах Керолайн Кріадо Перес в листопаді 2013 року отримала відзнаку як найкращий правозахисник року від громадської організації «Національна рада з громадянських свобод».
В тому ж 2013 році вона потрапила до списку «100 жінок», проєкту BBC, який досліджує роль жінок у XXI столітті.
В 2015 році вона стала кавалеркою Ордену Британської імперії за її зусилля з просування рівності і розмаїття, особливо в сфері ЗМІ.
В 2019 році виграла Приз за наукові книжки Лондонського королівського товариства (англ. Royal Society Prizes for Science Books) а також Премію за найкращу книгу про бізнес від Financial Times (англ. Financial Times Business Book of the Year) за книгу «Невидимі жінки».